# ریز ماشین ابزار
ریز ماشین تراش و فرز عمودی

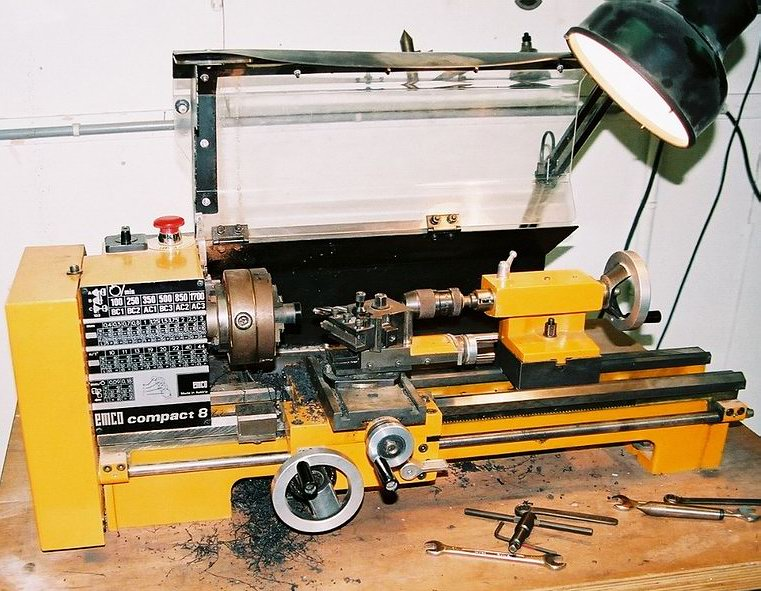
ماشین تراش معمولی

ریز ماشین ابزارها، ماشین‌های تراش کوچکی هستند که از تمام خصوصیات گونه بزرگ‌تر بر خوردار بوده و می‌توانند کلیه عملیات ماشین‌کاری را با دقت بالا انجام دهند.
کاربردهای این ماشین‌ها متنوع است و در ساخت ریز سامانه‌های تحقیقاتی نظیر روبوت‌های مسابقه و تحقیقاتی، ریز سامانه‌های الکترومکانیک، سامانه‌های هدایت از راه دور، سرگرمی‌های فنی مهندسی استفاده می‌گردند. صنایعی نظیر ساعت‌سازی و جواهرسازی هم از این ماشین‌ها بهره می‌برند.

## انواع
این دستگاه‌ها به گونه‌های متفاوتی تقسیم می‌گردند:
- ریز ماشین تراش افقی
- ریز فرز عمودی

ساختمان این ماشین‌ها از بخش‌های زیر تشکیل یافته‌اند:
1. بدنه اصلی
2. سه نظام و سامانه حرکت
3. سامانه قلم گیر و حرکت قلم
4. ته گیر
5. وسط گیر (همراه وسط گیر میانی)

هر یک از این بخش‌ها خود به زیر بخش‌هایی تقسیم می‌شوند.